# 붉은아쿠치
붉은아쿠치(Myoprocta acouchy)는 아구티과의 일부인 아쿠치속에 속하는 남아메리카 설치류의 일종이다. 가이아나와 수리남, 프랑스령 기아나, 브라질, 브랑쿠 강의 동부 그리고 주로 아마존강 북부와 일부 아마존 강 남부 지역을 포함한 아마존 우림의 가이아나 아지역에서 발견된다. 과거에 일부 저자들은 초록아쿠치에 M. acouchy라는 학명을 사용하고, 붉은아쿠치는 대신에 M. exilis라는 학명을 사용했지만 이제는 사용하지 않고 있다. 씨앗을 저장할 뿐만 아니라 발아를 막기 위해 싹트는 싹을 씹어서 먹기도 한다.